# دار المدى للنشر والتوزيع
دار المدى للنشر والتوزيع هي دار نشر عراقية تأسست عام 1994، أصدرت الدار العديد من المنشورات الأدبية والكتب والروايات العربية، كما شاركت في العديد من معارض الكتاب المحلية والدولية.

## تاريخ الدار
دار المدى تم تأسيسها رسمياً عام 1994 وهي إحدى شركات مجموعة المدى الثقافية والتي أسسها فخري كريم عام 1960، وتخدم القضايا الأدبية والسياسية والسير والمذكرات والفكر القومي. تضم دار المدى شبكة توزيع ووكلاء في عدة دول، وعدة مكاتب في بغداد وبيروت والقاهرة ودمشق وقبرص وأربيل.

## مجالات الدار
تتنوع إصدارات الدار وتغطي موضوعات مختلفة على رأسها التاريخ، وقد أصدرت الدار أعمال متنوعة في مجالات مختلفة منها:
- الدراسات النقدية
- المجموعات القصصية
- الروايات.
- المقالات والخواطر

## مساهمات ثقافية
تنشر دار المدى للعديد من الكتاب والأدباء العرب مثل: ميسلون هادي، بلال فضل والتي وصلت روايته الصادرة من دار المدى «أم ميمي» للقائمة الطويلة في الجائزة العالمية للرواية العربية لعام 2022، محمد الماغوط، ليلى العثمان، سعدي يوسف، نزيه أبو عفش. كما تنشر دار المدى ترجمات بعض الكتب من كل اللغات العالمية.

## وصلات خارجية
- دار المدى للنشر والتوزيع